# Apel·licont de Teos
Apel·licont de Teos (en grec antic: Ἀπελλικῶν; llatí: Apellicon) fou un filòsof peripatètic grec i un gran col·leccionista de llibres que va viure al segle i aC.
A més de la gran quantitat de llibres que la seva immensa fortuna li va permetre d'adquirir, va robar el contingut de biblioteques de diverses ciutats gregues. Quan es van descobrir a Atenes aquests robatoris va haver de marxar per salvar la vida, però va retornar durant la tirania d'Aristió, que el va protegir com a membre de la seva mateixa escola filosòfica i li va donar el comandament d'una expedició contra Delos. Encara que victoriosa al començament, va ser vençuda per la poca cura d'Apel·licont amb els romans, que sota el comandament de Juli Orobi el van derrotar i, encara que va escapar, va perdre tot el seu exèrcit, segons que explica Ateneu de Nàucratis. Va morir, segons Estrabó, cap a l'any 85 aC. Sul·la va portar la seva biblioteca a Roma l'any 84 aC.
La biblioteca d'Apel·licont contenia obres manuscrites d'Aristòtil que havia donat a Teofrast en el seu llit de mort i Teofrast a Neleu, que els va portar a Escepsis, a la Tròade, on van romandre amagats en una cova i es van malmetre en part. Quan els va comprar Apel·licont, va completar les llacunes i en va publicar una edició molt defectuosa. A l'arribada dels llibres a Roma, els va examinar el gramàtic Tirannió d'Amisos, que en va subministrar còpies a Andrònic de Rodes. Andronic va fer la primera edició crítica completa de les obres d'Aristòtil.